# Raubwanzen
Die Raubwanzen (Reduviidae) sind eine Familie der Wanzen (Heteroptera). Sie sind weltweit mit etwa 7000 Arten verbreitet. Der deutsche Name weist auf ihre ausschließlich räuberische Lebensweise hin. Die Wanzen stellen ihrer Beute, in erster Linie Insekten aller Art, aktiv nach oder erwarten sie lauernd auf Blüten oder anderen Orten. Manche Raubwanzen können, wenn sie bedrängt werden, auch beim Menschen schmerzhafte Stiche verursachen, die bei gesunden Menschen nur selten weitergehende Beschwerden verursachen.

## Verbreitung und Lebensräume
Raubwanzen sind weltweit verbreitet. Die höchste Artenvielfalt erreichen sie in tropisch-subtropischen Regionen. Sie besiedeln fast alle terrestrischen, überwiegend wärmebegünstigte Lebensräume bis hin zu Höhlen. Die Tiere halten sich am Boden, auf Blüten, im Gebüsch und auf Bäumen auf. Einige Arten leben in Siedlungsbereichen der Menschen in Häusern, Scheunen und auf Dachböden.

## Merkmale und Lebensweise

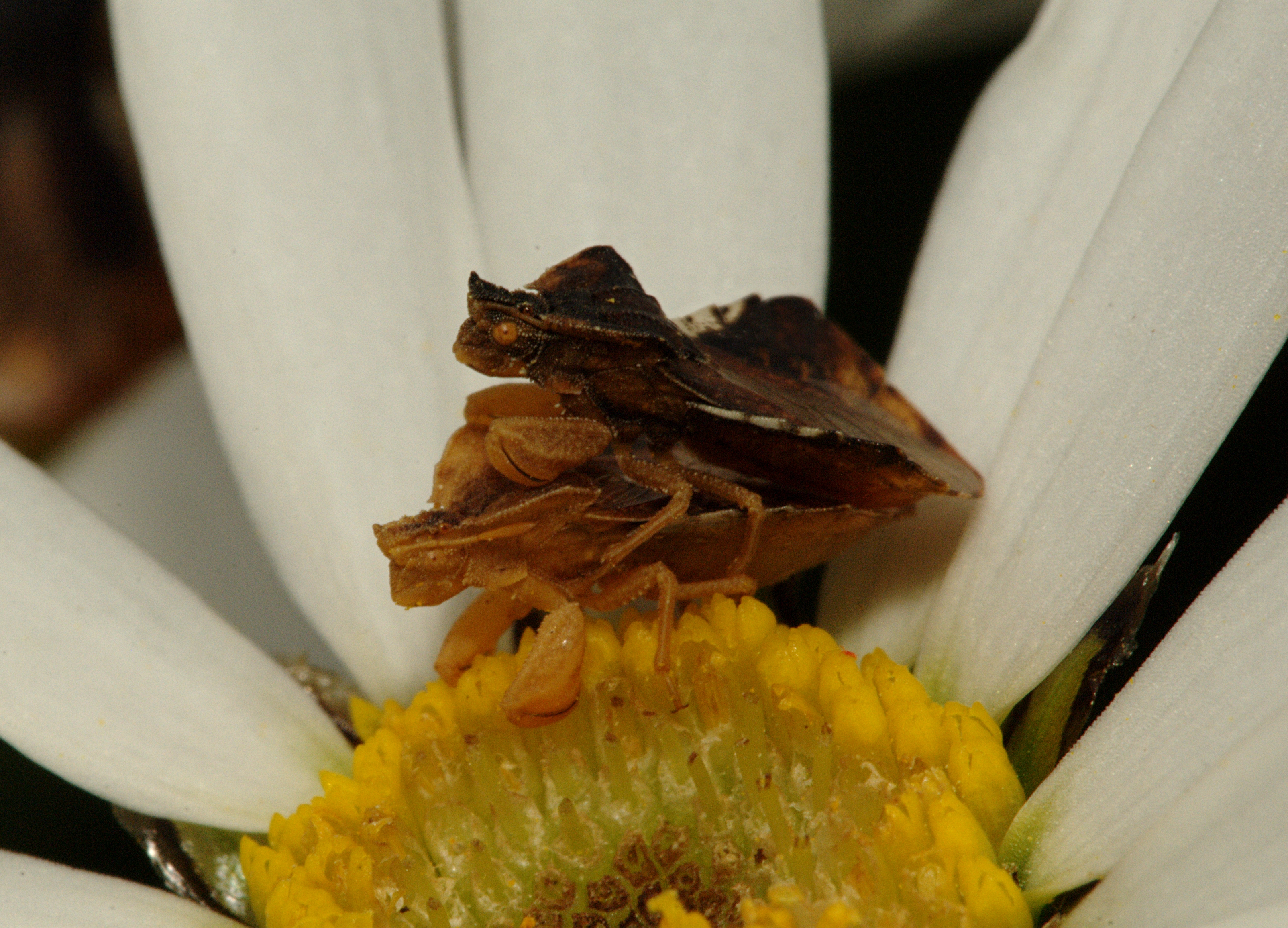
Phymata crassipes bei der Paarung

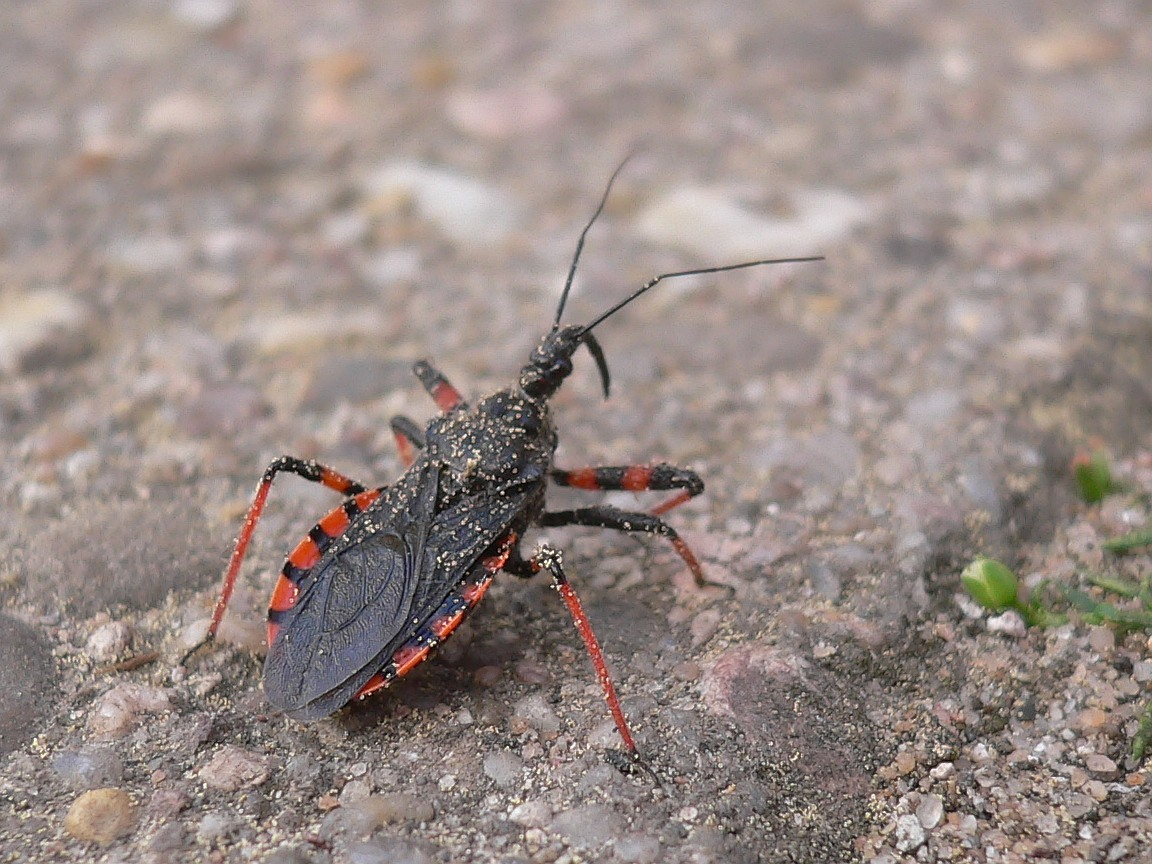
Geringelte Mordwanze (Rhinocoris annulatus), Harpactorinae

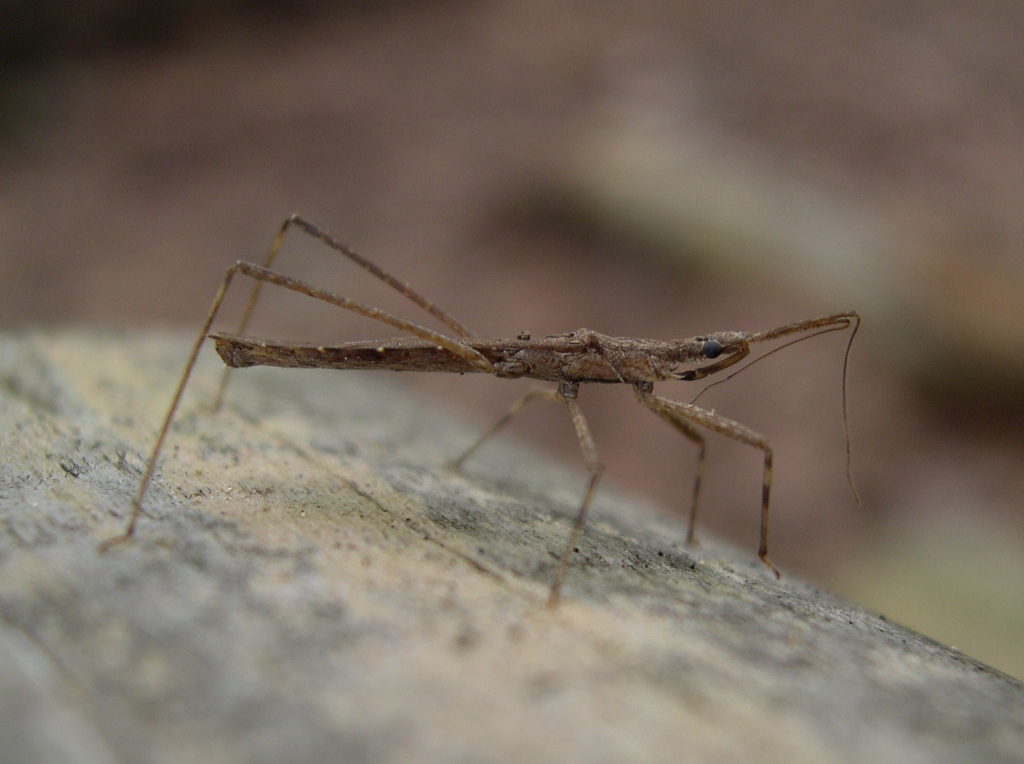
Pygolampis cognata, Stenopodainae

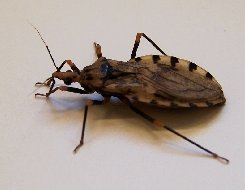
Panstrongylus geniculatus, Triatominae

Die Arten der Raubwanzen variieren erheblich in ihrer Größe, Form und Farbe. Die größte mitteleuropäische Art, die Staubwanze (Reduvius personatus), erreicht eine Körperlänge bis zu 19 Millimetern. Andere Arten, beispielsweise der Gattung Empicornis, erreichen nur 3,5 bis 5 Millimeter. In tropisch-subtropischen Regionen leben dagegen Raubwanzen, die mehrere Zentimeter groß werden.
Etliche Arten sind zart gebaut, einige sind fast mückenähnlich. Andere Arten sind robust und kräftig wie die Arten der Gattung Rhynocoris. Es gibt schlanke bis sehr langgestreckte, fast stabförmige Formen mit langen Beinen. So zum Beispiel die Arten der Gattung Metapterus oder Panstrongylus. Viele Arten sind durch erdfarbene Tönungen der Körperoberflächen der Umgebung gut angepasst (Tarntracht). Andere Arten tragen Warntrachten und sind auffällig oft schwarz-rot oder schwarz-gelb gefärbt. Bei einigen Arten sind die Flügel reduziert. Die Flügel zahlreicher weiterer Arten sind dagegen gut entwickelt und verleihen ihnen eine gute Flugfähigkeit. Die Halbdecken (Hemielytren) haben nie einen Cuneus und die Membranen verfügen über mehrere Zellen.
Der frei bewegliche Kopf der Raubwanzen ist oft langgestreckt und zwischen den Augen oder hinter diesen eingeschnürt, so dass ein hinterer halsartiger Kopfteil abgegrenzt wird. Die Fühler sind stets gekniet. Die Orientierung der Tiere erfolgt überwiegend optisch mit Hilfe ihrer großen Facettenaugen. Ferner sind bei allen langflügeligen Formen hinter den Fühlern zwei Punktaugen (Ocelli) vorhanden.
Raubwanzen verfügen über einen kurzen, dreigliedrigen, kräftigen und fast halbkreisförmig nach unten gebogenen Stechrüssel (Rostrum), der dem Körper in der Ruhe nicht anliegt. Seine Spitze kann zum Zwecke der Lauterzeugung auf einer auf der Vorderbrust zwischen den Vorderhüften befindlichen, quergerieften Längsrinne hin und her bewegt werden. Die Lauterzeugung der Tiere dient der Verteidigung; ob sie auch zur innerartlichen Kommunikation eingesetzt wird, ist nicht bekannt. Beim Einstich in die Beute wird Speichel eingespritzt, der die Beutetiere lähmt oder tötet. Die Tiere leben ausschließlich räuberisch von verschiedenen kleinen Gliederfüßern (Arthropoden). Eine Spezialisierung auf bestimmte Beutetiergruppen ist bisher nicht festgestellt worden. Raubwanzen sind aktive Jäger und laufen in der Vegetation suchend umher oder halten sich oft lauernd auf Blüten auf, um Blütenbesucher zu erbeuten. Die Beine der Raubwanzen sind oft sehr lang. Vielfach sind die Vorderbeine zu Fangbeinen entwickelt, mit denen sie ihre Beute ergreifen und festhalten. Manche Arten weisen an den Vorder- und Mittelschienen ein Polster aus dichtstehenden Haaren auf, eine sogenannte „Schwammfurche“ (Fossula spongiosa), die das Festhalten der Beute unterstützt. Wenige Arten der Unterfamilie Triatominae haben sich zu Blutsaugern an Säugetieren und Vögeln, zuweilen auch an Menschen entwickelt.
Wie alle Wanzen sind auch Raubwanzen hemimetabol. Die Entwicklung der Larven erfolgt über fünf durch Häutungen getrennte Larvenstadien. Die Überdauerung ungünstiger Jahreszeiten erfolgt überwiegend im Erwachsenen- und Larvenstadium. Die Generationsdauer kann von weniger als einem Jahr bis hin zu mehreren Jahren, je nach geografischer Breite und Klima, betragen.

## Medizinische Bedeutung
Blutsaugende zentralamerikanische Arten der Familie der Raubwanzen können beim Menschen die Chagas-Krankheit (oder Morbus Chagas) übertragen. Die im Kot dieser Raubwanzen enthaltenen parasitischen Einzeller der Art Trypanosoma cruzi, die meistens gleichzeitig in der Nähe der Stichstelle freigesetzt werden, können durch Kratzen und Manipulieren an der Einstichstelle in den Körper gelangen und zur Erkrankung führen.

## Systematik
Die Familie der Raubwanzen besteht aus 25 Unterfamilien.
In Europa kommen 114 Arten vor. Die Phymatinae werden zuweilen als eigene Familie, die Phymatidae, aufgefasst. Die Familie der Sichelwanzen (Nabidae) wurde aufgrund ihrer ähnlichen Lebensweise früher zu den Raubwanzen gestellt, obwohl keine verwandtschaftliche Beziehung der beiden Gruppen besteht. Weltweit sind etwa 7000 Arten bekannt. In Mitteleuropa ist die Familie der Raubwanzen mit 20 meist wärmeliebenden Arten vertreten.
Die Raubwanzen (Reduviidae) sind in folgende 25 Unterfamilien gegliedert:
- Bactrodinae Stål, 1866
- Centrocnemidinae Miller, 1956
- Cetherinae Jeannel, 1919
- Chryxinae Champion, 1898
- Ectrichodiinae Amyot & Serville, 1843
- Elasmodeminae Lethierry & Severin, 1896
- Emesinae Amyot & Serville, 1843
- Hammacerinae Stål, 1859
- Harpactorinae Amyot & Serville, 1843
- Holoptilinae Amyot & Serville, 1843
- Manangocorinae Miller, 1954
- Peiratinae Amyot & Serville, 1843
- Phimophorinae Handlirsch, 1897
- Phymatinae Laporte, 1832
- Physoderinae Miller, 1954
- Pseudocetherinae Villiers, 1963
- Reduviinae Latreille, 1807
- Saicinae Stål, 1859
- Salyavatinae Amyot & Serville, 1843
- Sphaeridopinae Amyot & Serville, 1843
- Stenopodainae Amyot & Serville, 1843
- Triatominae Jeannel, 1919
- Tribelocephalinae Stal, 1866
- Vesciinae Fracker & Bruner, 1924
- Visayanocorinae Miller, 1952